# بروین، آلبرتا
بروین، آلبرتا (به انگلیسی: Berwyn, Alberta) یک منطقهٔ مسکونی در کانادا است که در آلبرتا واقع شده‌است. بروین ۵۳۸ نفر جمعیت دارد و ۶۴۳ متر بالاتر از سطح دریا واقع شده‌است.